# Pustike
Pustike so naselje v Občini Šmarje pri Jelšah.